# Dicranoweisia indica
Dicranoweisia indica là một loài Rêu trong họ Dicranaceae. Loài này được (Wilson) Paris mô tả khoa học đầu tiên năm 1896.